# Gérard Barthélémy
 (décembre 2017).
Pour les articles homonymes, voir Barthélemy.
Gérard Barthélémy, connu sous le nom de Barthélémy, né le 26 novembre 1937 à Paris 14e et mort le 30 novembre 2002 à Paris 13e, est un peintre français.

## Biographie
Gérard Barthélémy grandit à Paris dans le cadre de l’hôpital Sainte-Anne, où sa mère travaille comme rédactrice. Il en restera marqué.
Il étudie à l'École des métiers d'art à Paris, et participe au Salon de la Jeune Peinture en 1965. Lauréat du prix de Rome en peinture et en dessin en 1966, il séjourne quatre ans à la villa Médicis, alors dirigée par le peintre Balthus.
À partir de 1973, il effectue plusieurs expositions au sein des galeries Claude Bernard, Jeanne Bucher et Hélène Trintignan, ainsi que de nombreuses expositions de groupe.
Il a longtemps collaboré à la revue et aux éditions La Délirante, donnant de nombreux dessins, des couvertures et des affiches, et illustrant des textes de Matsuo Bashô, d’Octavio Paz, de J.M. Synge, de Percy B. Shelley, de Guido Cavalcanti et de Fouad El-Etr.
Dans ses dernières années, Gérard Barthélémy s’était retranché des cercles traditionnels de l’art, galeries et musées, et vendait ses œuvres à des particuliers.
Communiste, il milite au sein du parti trotskiste Lutte ouvrière.
Il est le père du chanteur et musicien Julien Barthélémy dit « King Ju », cofondateur du groupe Stupeflip.

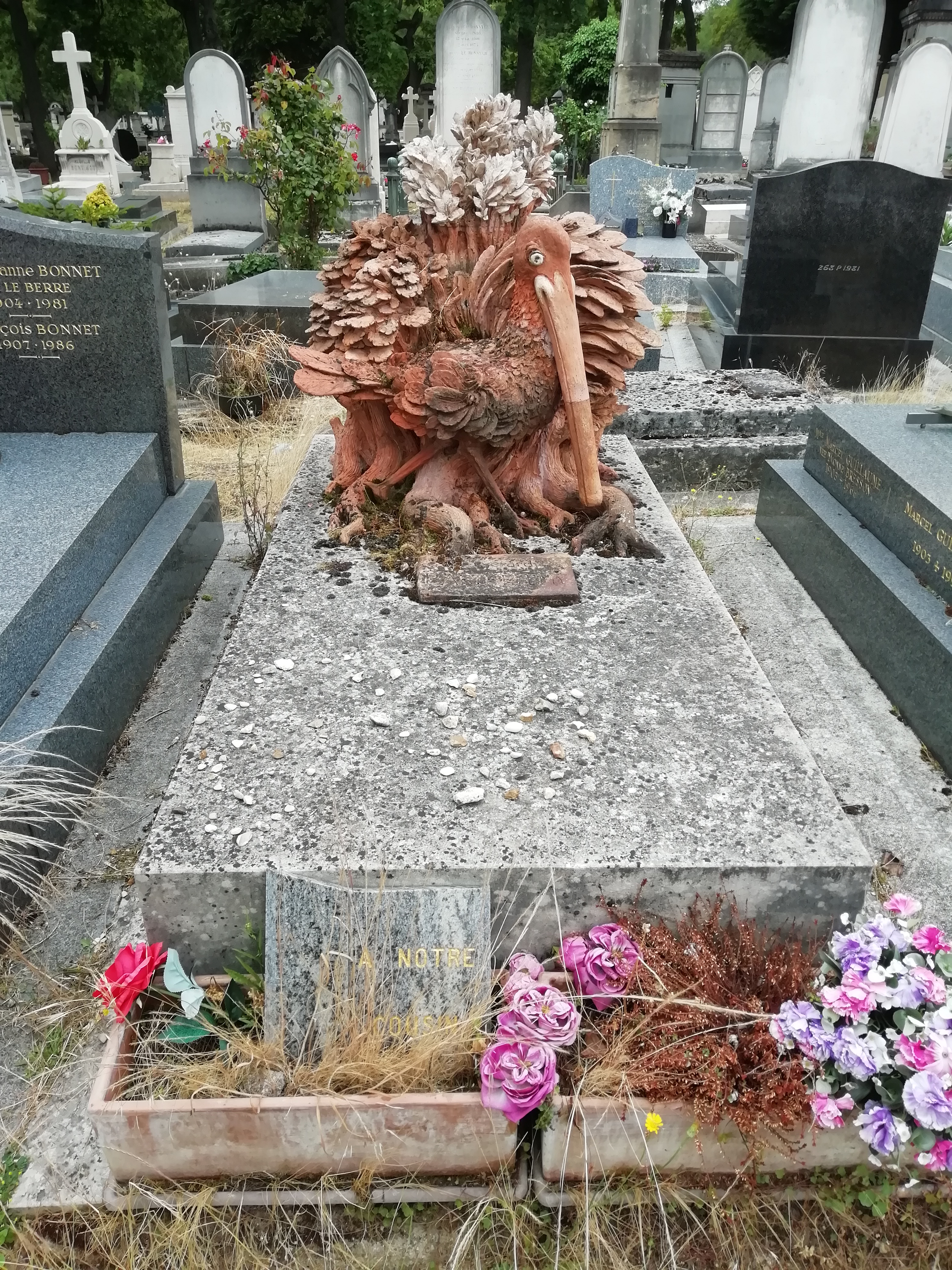
Tombe de Gérard Barthélémy au cimetière du Montparnasse (division 1).

Il repose à Paris au cimetière du Montparnasse (1re division).

## Principales expositions

### Expositions personnelles
- 1973 : galerie Claude Bernard, Paris (catalogue).
- 1976 : galerie Jeanne Bucher, Paris (catalogue).
- 1983 : « Peintures, aquarelles, dessins », galerie Claude Bernard, Paris (catalogue).
- 1985 : Foire de Chicago (États-Unis), galerie Claude Bernard.
- 1987 : galerie Hélène Trintignan, Montpellier (catalogue).
- 1992 : galerie Jeanne Bucher, Paris (catalogue).
- 1993 :
  - galerie Hélène Trintignan, Montpellier ;
  - Foire internationale d'art contemporain, Paris, galerie Jeanne Bucher (catalogue).
- 1997 :
  - « À volets ouverts », galerie Jeanne Bucher, Paris (catalogue) ;
  - galerie Hélène Trintignan, Montpellier.
- 2008 : « Hommage à Gérard Barthélémy », galerie Hélène Trintignan, Montpellier.

### Expositions collectives
- 1976 : « Nouvelle subjectivité », Centre national d'art contemporain, Paris (catalogue).
- 1978 : « Chemins de la création », château d'Ancy-le-Franc.
- 1979 :
  - « Nouvelle subjectivité », Palais des Beaux-Arts de Bruxelles ;
  - « Aventure poétique de Bonnard à nos jours », Hankyu Departement Stores, Osaka (Japon).
- 1980 :
  - « La famille des portraits », musée des Arts décoratifs, Paris (catalogue) ;
  - Bar de l'Aventure, Paris ;
  - « Le nu », galerie Renée Laporte, Paris ;
  - « 1950-1980 », Espace Pierre Cardin, Paris ;
  - « Un siècle de paysages en France », Tokyo et Nagoya (Japon).
- 1981 :
  - « Le portrait », galerie Bateau-Lavoir, Paris ;
  - sélection française à la biennale de Sao Paulo (Brésil).
- 1982 :
  - « Panorama de l'art français », Hofburg-Schauräume, Vienne (Autriche) ;
  - « Les artistes de La Délirante », Centre Georges Pompidou, Paris (catalogue).
- 1983 : « Portraits d'oiseaux », Centre culturel, Boulogne.
- 1984 : « L’image et son double », Palazzo Bagatti Valsecchi, Milan (Italie).
- 1985 : « Autoportraits contemporains », Musée-Galerie de la Seita, Paris.
- 1986 : « Les figurations des années 60 à nos jours », Châteauroux et Centre d'action culturelle du Creusot.
- 1987 : galerie Bateau-Lavoir, Paris.
- 1988 : « La peinture contemporaine », Palazzo Zurbini, Rome.
- 1989 :
  - « Les paysages dans l'art contemporain », École des beaux-arts de Paris (catalogue) ;
  - « Barbey d’Aurevilly », Bibliothèque historique de la ville de Paris.
- 1990 :
  - « Le visage dans l'art contemporain », musée des Jacobins d'Auch ;
  - musée du Luxembourg, Paris (catalogue) ;
  - « Les jardins », musée Labenche, Brive-La-Gaillarde ;
  - « Images, magies. Présence contemporaine », Aix-en-Provence (catalogue).
- 1991 : galerie Jeanne Bucher, Paris.
- 1994 : « Œuvres sur papier », galerie Hélène Trintignan, Montpellier.
- 1999 : « La Délirante », médiathèque du Lamentin, Guadeloupe.
- 2000 : « La Délirante », Bibliothèque historique de la ville de Paris.
- 2001 :
  - galerie Jacques Elbaz, Paris ;
  - « Autoportraits », Art-Paris ;
  - galerie Hélène Trintignan, Montpellier.
- 2003 : galerie Hélène Trintignan, Montpellier.
- 2006 :
  - galerie Jacques Elbaz, Paris ;
  - « Tête-à-tête », FIAC, galerie Jeanne Bucher, Paris.
- 2016 : « Aurore, orée, olé, bestiaire, etc. »[8], galerie Clémence-Boisanté, Montpellier.

## Œuvres

### Collections publiques
- Paris :
  - musée national d'Art moderne : Sans titre, 1976, mine graphite sur papier Canson, 49,7 × 64,7 cm[9] ;
  - Fillette dans l'atelier, 1980, aquarelle et gouache sur papier, 48,5 × 53 cm[10] ;
  - Grand portrait d'Hélène, 1982, dessin, 73,5 × 109,5 cm[11].

### Ouvrages illustrés
- John Millington Synge, L'ombre de la vallée, Paris, La Délirante, 1978.
- Percy Bysshe Shelley, Défense de la poésie, Paris, La Délirante, 1980.
- Octavio Paz, Lecture et contemplation, Paris, La Délirante, 1982.
- Édouard Valdman, Les soleils de la terre, suivi de Isadora, Les Lettres libres, 1983.
- John Millington Synge, Les noces du rétameur, Paris, La Délirante, 1985.
- Fouad El-Etr, Arraché à la nuit, Paris, La Délirante, 1987.
- Maurice Barrès, Un homme libre, Paris, Imprimerie nationale, 1988.
- Bashō Matsuo, L'ermitage d'illusion, Paris, La Délirante, 1988.
- Eurydice El-Etr, La fiancée du verbe être, Paris, La Délirante, 1989.
- John Millington Synge, Le puits des saints, Paris, La Délirante, 1989.
- John Millington Synge, Poèmes, Paris, La Délirante, 1991.
- Kumiko Muraoka, L'orme plus grand que la maison, Paris, La Délirante, 1992.
- Fouad El-Etr, Entre Vénus et Mars, Paris, La Délirante, 1993.
- Guido Cavalcanti, Rimes, Paris, La Délirante, 1993.
- Jules Barbey d'Aurevilly, Une page d'histoire, Rouen, E. Brunet, 1994.
- John Millington Synge, Quand la lune s'est couchée, Paris, La Délirante, 1994.
- Fouad El-Etr, Le nuage d'infini, Paris, La Délirante, 1995.
- Fouad El-Etr, Le souffleur de verre, Paris, La Délirante, 2003.
- John Keats, Ode à un rossignol & autres poèmes, Paris, La Délirante, 2009.